# Budza
Budza (cyr. Будза) – wieś w Czarnogórze, w gminie Tuzi. W 2011 roku liczyła 25 mieszkańców.